# William J. Coyne
William Joseph Coyne, född 24 augusti 1936 i Pittsburgh, Pennsylvania, död 3 november 2013 i Pittsburgh, Pennsylvania, var en amerikansk demokratisk politiker. Han var ledamot av USA:s representanthus 1981–2003.
Coyne tjänstgjorde åren 1955–1957 i armén och tjänstgjorde som försörjningssergeant i Korea. Han avlade 1965 kandidatexamen vid Robert Morris College.
Coyne hörde till demokraternas liberala dvs. vänsterflygel och blev 1980 invald i representanthuset. År 2003 lämnade han kongressen efter 22 år i representanthuset.